# Abborrberg, Ludvika kommun
Abborrberg är en ort i Ludvika kommun, belägen cirka tio kilometer sydväst om Sunnansjö och fyra kilometer sydost om Skattlösberg. Abborrberg är en av Grangärde finnmarks största och äldsta byar, möjligen uppkommen vid sekelskiftet 1600. Folkmängden är cirka 25 invånare (2012).
Som alla finnbyar ligger Abborrberg högt med utsikt över omgivningen. Först 1909 fick byn en väganslutning när vägen mellan Abborrberg och Nittkvarn anlades. Byn består idag av ett 20-tal hus och hade på 1980-talet fortfarande bagare och lanthandel som hölls öppna några dagar i veckan. Då fanns här cirka 45 invånare och männen kunde nå sina arbetsplatser i Grängesbergs gruvor och Saxbergets gruva på en halvtimme respektive en kvart. Sedan gruvorna stängdes 1989 och 1988 försvann viktiga arbetstillfällen och ungdomen flyttade ifrån byn.
Lanthandeln hade varit i drift sedan början av 1900-talet men är numera stängd sedan flera år tillbaka. Den brukar dock hålla öppet i samband med den årliga Dan Andersson-veckan, som arrangeras den första veckan i augusti.

## Bilder

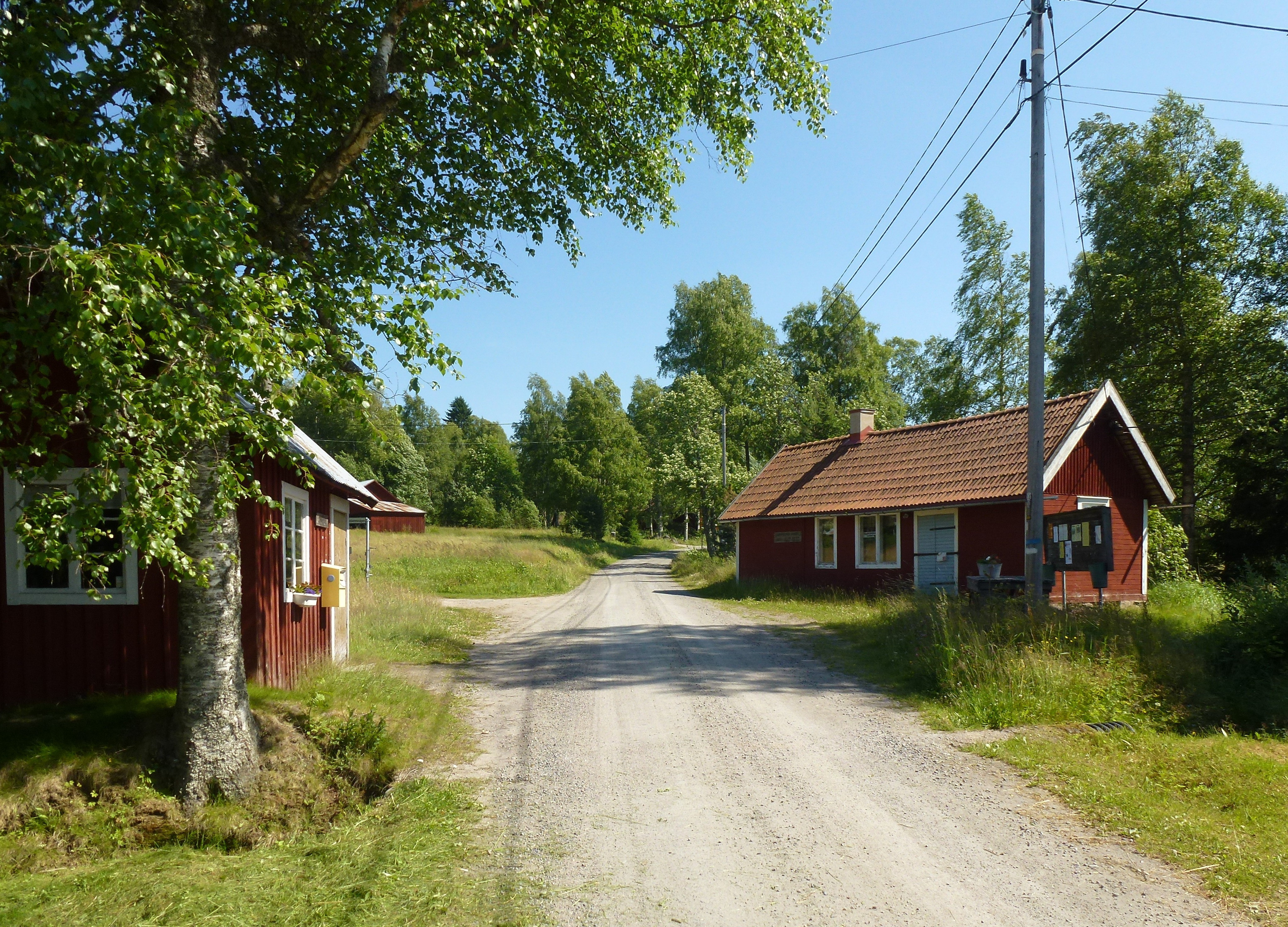
Posthus (t.v.) och lanthandel
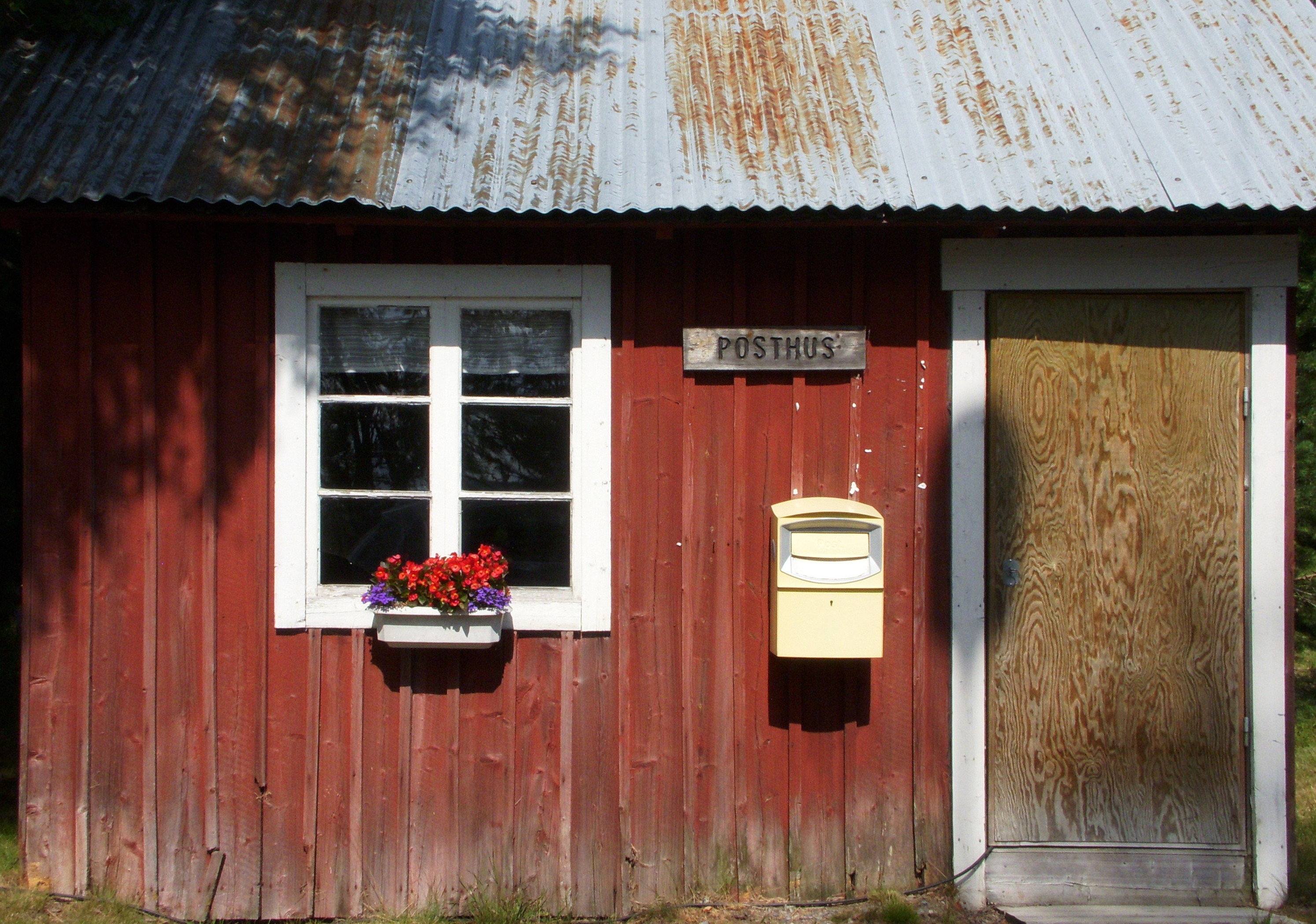
"Posthuset", 2013
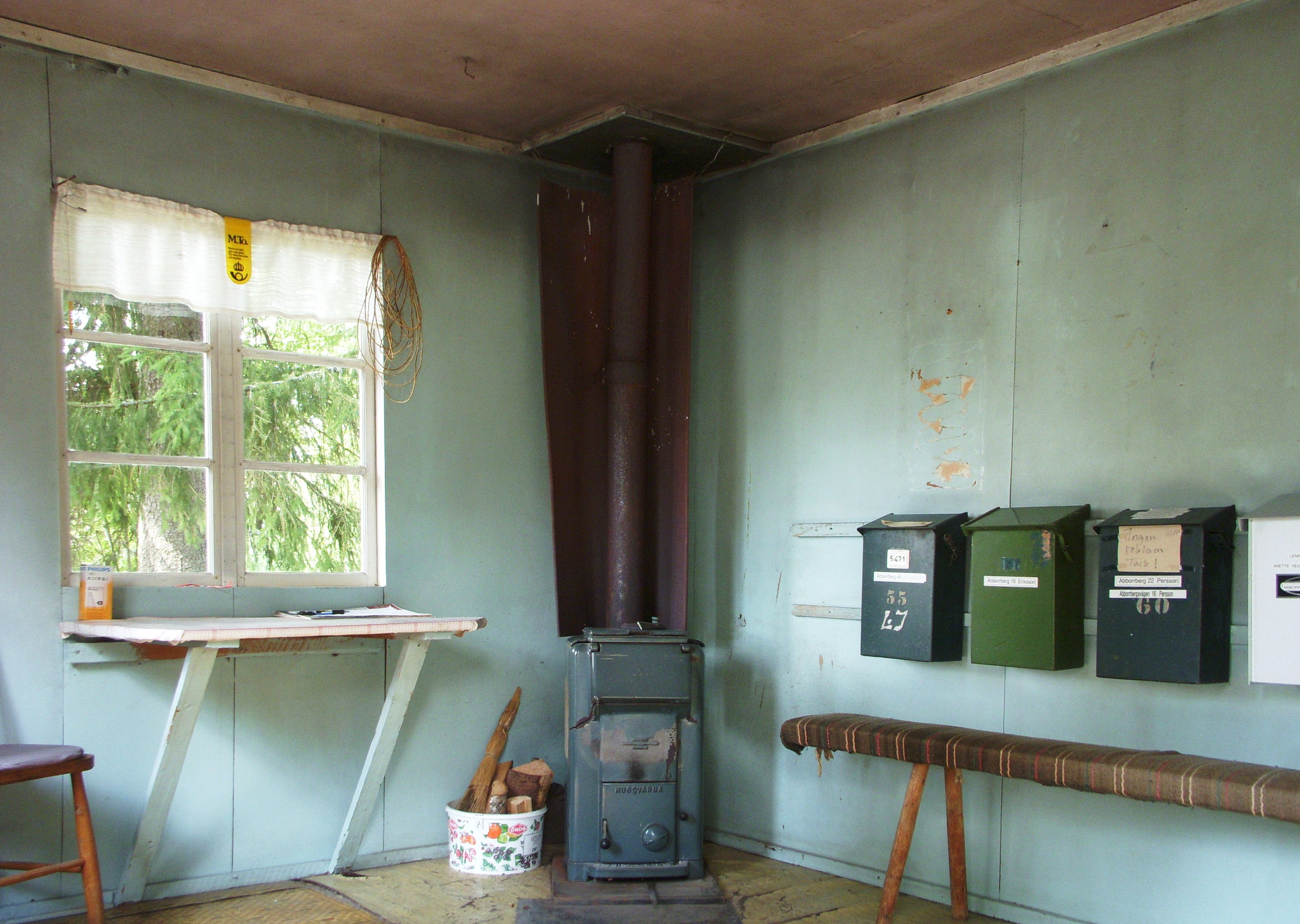
Posthuset, interiör, 2013
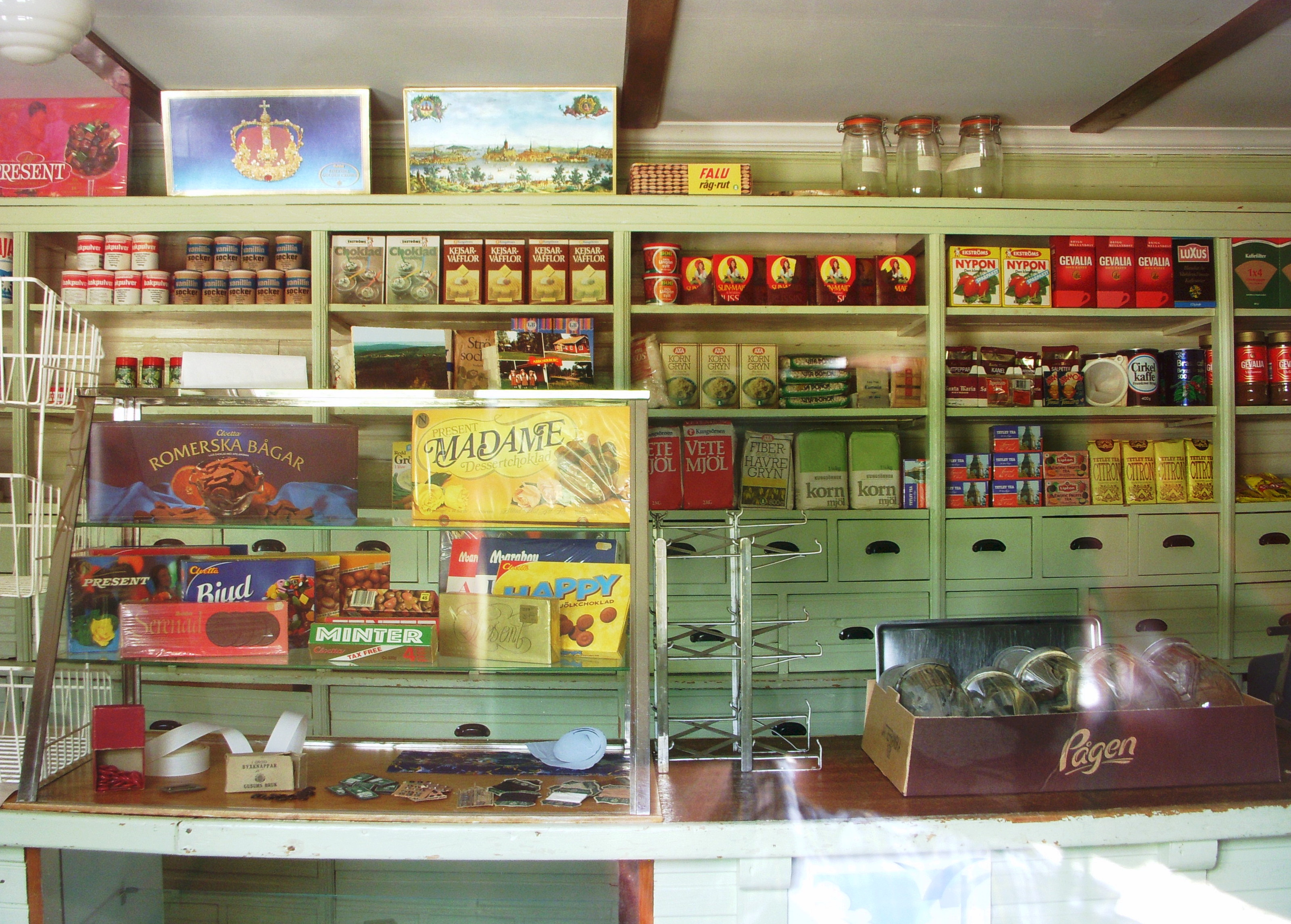
Lanthandeln, interiör, 2013